# Reka ljubezni
Reka ljubezni è una soap opera slovena trasmessa in prima visione sul canale POP TV dal 4 settembre 2017 al 28 giugno 2019, dal lunedì al venerdì alle 20:00, per quattro stagioni e un totale di 300 episodi.

## Trama
I protagonisti della serie sono la fotografa Irena Rot e il falegname Rok Slak, il cui percorso verso la felicità non sarà affatto semplice.
La storia è ambientata nel paese sloveno di Krka che, sebbene a prima vista possa sembrare un luogo idilliaco, nasconde oscuri segreti che iniziano a manifestarsi quando qualcuno comincia ad appiccare incendi seminando paura negli abitanti del villaggio e nei vigili del fuoco.

## Episodi
| Prima stagione   | 75 | 4 settembre 2017 | 25 dicembre 2017 | inedita | inedita | inedita | inedita |
| Seconda stagione | 75 | 5 marzo 2018     | 20 giugno 2018   | inedita | inedita | inedita | inedita |
| Terza stagione   | 75 | 3 settembre 2018 | 27 dicembre 2018 | inedita | inedita | inedita | inedita |
| Quarta stagione  | 75 | 25 febbraio 2019 | 28 giugno 2019   | inedita | inedita | inedita | inedita |

## Personaggi e interpreti

### Famiglia Slak
- Irena Rot (st.1-4), interpretata da Lara Komar.
- Rok Slak (st.1-4), interpretato da Tadej Pišek.
- Blaž Slak (st.1-3), interpretato da Voranc Boh.
- Vida Slak-Zalar (st.1-4), interpretata da Bernarda Oman.
- Marija Slak (st.1-4), interpretata da Marijana Brecelj.
- Sara Kovač (st.1-4), interpretata da Liza Marija Grašič.
- Petra Majcen Slak (st.3-4), interpretata da Vesna Kuzmić.
- Dejan (st.4), interpretato da Miha Rodman.
- Emil Slak (st.3-4), interpretato da Lucijan Cetin e Florijan Cetin.

### Famiglia Medved
- Bpjan Medved (st.1-4), interpretato da Branko Šturbej.
- Sonja Medved (st.1-4), interpretata da Mojca Funkl.
- Miha Medved (st.1-4), interpretato da Timon Šturbej.
- Zala Medved (st.1-4), interpretata da Dora Petrej.
- Miran Štamcar-Medved (st.1-2), interpretato da Žan Perko.
- Katja Mišmaš (st.1-2), interpretata da Sara Gorše.
- Janez Smole (st.1-4), interpretato da Blaž Valič.

### Famiglia Božič
- Angelca Božič (st.1-4), interpretata da Teja Glažar.
- Tereza Božič (st.1-4), interpretata da Marinka Štern.

### Famiglia Lekić
- Uroš Lekić (st.1-4), interpretato da Aleš Valič.
- Valentina Lekić (st.1-4), interpretata da Ana Urbanc.
- Jan Drole (st.1-4), interpretato da Blaž Setnikar.
- Helena (st.2-4), interpretata da Miša Fijavž e Manca Fijavž.
- Sanja (st.2-4), interpretata da Barbara Krajnc Avdić.

### Altri personaggi
- Mark Sotlar (st.2-3), interpretato da Domen Valič.
- Gašper Novak (st.1-4), interpretato da Gregor Gruden.
- Ferdo Kosovinc (st.3-4), interpretato da Ivo Ban.
- Alojz Gornik (st.3), interpretato da Bojan Maroševič.
- Breda Majcen Slak (st.3-4), interpretata da Barbara Žefran.
- Jan Plestenjak (st.3), interpretato da se stesso.
- Maia Rot (st.2), interpretata da Urška Taufer.
- Andrej Majer (st.2-3), interpretato da Vlado Novak.
- Erik Kos (st.1-4), interpretato da Vojko Belšak.
- Jože Pirc (st.1-4), interpretato da Jožef Ropoša.
- Alenka Pirc (st.3-4), interpretata da Saša Pavček.
- Tomaž Molek (st.1-4), interpretata da Ludvik Bagari.
- Franc Vesel (st.1-4), interpretato da Renato Jenček.
- Mojca Vesel (st.1-4), interpretata da Nina Ivanič.
- Danilo (st.4), interpretato da Rok Vihar.
- Nataša Zupan (st.1-2), interpretata da Anja Drnovšek.
- Medico donna (st.2), interpretata da Sabina Kogovšek.
- Matej (st.1-4), interpretato da Nejc Jezernik.
- Psicoterapeuta (st.2), interpretato da Miha Nemec.
- Špela (st.2), interpretata da Jasmina Podgoršek.
- Mateja (st.2), interpretata da Maja Nemec.
- Nastja (st.1-4), interpretata da Tanita Rose.
- Parroco (st.1-3), interpretato da Igor Žužek.
- Medico uomo (st.3), interpretato da Sergej Mijatovic.